# 杜俞
杜俞（1854年—？），派名帮俞（帮裕），字元穆，号云秋，自号黄陵外史。湖南湘乡（今双峰县）人，清朝及中华民国军事及政治人物。

## 生平
杜俞是今湖南省双峰县三塘铺镇两头塘村福庆堂人，清朝咸丰四年（1854年）农历十月十四日生于一个书香门第。杜俞的父亲字庆廷，号长德，是清朝太学生，后以杜俞官职诰赠“通奉大夫”。
杜俞是清朝诸生，擅长文学。光绪末年，在湘乡东皋书院学习，以“曾文正公自命”。他曾和同乡曾希文、朱恢元、陈瀚等10人在东台山结社，时称“东山十子”。后来，杜俞还曾游陈宝箴中丞幕府。
光绪六年（1880年），杜俞以附监生奖给知县，入京觐见。光绪帝“与语大悦”，称“此江南才子也”，对其重重奖拔。光绪十六年（1890年），杜俞由知县升为知府衔，管带四川长胜中左等营。光绪十七年（1891年），以道员补用，加三品衔。光绪二十年（1894年），甲午战争爆发，杜俞以偏师总理武威军营务处兼带副中营。由于前敌失利，各军溃败，杜俞在后方料理军储，振旅全师。
光绪二十一年（1895年），杜俞总理湘鄂各军营务处，“以湘楚之营制，练秦西之新法”，一定程度上提高了军队战斗力。但是，由于清廷缺乏财力，军队武器简陋，故未能有大成效。光绪二十二年（1896年），杜俞交军机处存记，并著遇缺即补办两江营务处总理。
光绪二十四年（1898年），江苏、浙江两省的盐贩结党走私，甚至持械抗拒清军，杀伤清军多名兵勇，苏州、常州地区大为震动。两江总督刘坤一命杜俞总统抚标湘军，驻吴江县平望镇进行缉捕，杜俞迅速将太湖等地的枭匪肃清，奉旨赏加二品衔，世袭三代，诰命四轴。同年七月十三由陈宝箴保奏奉旨与“戊戌六君子”之一杨锐、刘光第等一体召见。光绪二十五年（1899年），赏戴花翎。光绪二十六年（1900年），总理苏防营务处，统苏防全军。光绪二十七年八月（1901年），杜俞赴日本阅操。光绪二十九年（1903年），杜俞总理两江营务处，统带江南常备左军并随同魏光焘办理南洋练兵事宜。光绪三十年（1904年），奉旨派回湖南道州、永州等处防守。光绪三十一年（1905年），杜俞肃清粤西匪势，奉旨加一级，记录二次。
宣统元年（1909年），杜俞统领荆襄水师各营。宣统二年（1910年），改直隶补用，署理宣化镇总兵。宣统三年（1911年），统领驻热左翼练军，奉旨署理湖南布政使，帮办湖南军务。
中华民国时期，民国4年（1915年），杜俞获授陆军中将衔，特任一等咨议官。民国5年（1916年），杜俞与蔡锷联手反对袁世凯称帝。
1918年，杜俞当选中华民国第二届国会参议员。1920年，第二届国会解散。

## 著作
杜俞的藏书较为丰富。其著作也极多，主要著作有：
- 《海岳轩》丛刻
- 《通商志》
- 《出塞吟》
- 《采菽堂诗抄》
- 《前后出塞集》